# Мегалозавр
Мегалозавр (лат. Megalosaurus, від дав.-гр. μεγάλος — «величезний» і σαῦρος — «ящір») — викопний рід великих м'ясоїдних динозаврів-тероподів середньоюрського періоду (батський ярус, 166 млн років тому) південної Англії. Хоча скам'янілості з інших регіонів були віднесені до цього роду, єдині підтверджені рештки мегалозавра походять з Оксфордширу і датуються кінцем середньої юри.
У 1824 році мегалозавр був першим родом непташиних динозаврів, який отримав офіційну назву. Типовий вид — M. bucklandii, описаний у 1827 році. У 1842 році мегалозавр був одним з трьох родів, на яких сер Річард Оуен заснував свою кладу Dinosauria. За вказівкою Оуена макет мегалозавра, як одного з динозаврів, був виготовлений для експозиції Кришталевого палацу, що значно підвищило інтерес громадськості до доісторичних рептилій.
Згодом до цього роду було віднесено ще понад 50 видів; спочатку це пояснювалось тим, що було виявлено дуже мало інших видів динозаврів, однак ця практика продовжилася навіть у 20 столітті, після того, як інших таксонів було відкрито чимало. Сьогодні встановлено, що жоден з цих додаткових видів не був безпосередньо пов'язаний з M. bucklandii, який є єдиним справжнім видом мегалозавра. Оскільки його повний скелет ніколи не був знайдений, багато чого в його будові досі залишається нез'ясованим.
Перші натуралісти, які досліджували мегалозавра, прийняли його за гігантську ящірку завдовжки у 20 метрів. У 1842 році Оуен дійшов висновку, що його довжина не перевищувала 9 метрів. Проте він все ще думав, що мегалозавр був чотирилапим. Сучасні вчені змогли отримати більш точну характеристику, порівнявши мегалозавра з його прямими родичами з родини Megalosauridae. Мегалозавр мав довжину близько 6 метрів і важив близько 700 кілограмів. Він був двоногим, ходив на міцних задніх кінцівках, тримав тулуб горизонтально, паралельно землі, та врівноважував ходу довгим хвостом. Його передні кінцівки були короткими, але дуже міцними. Мегалозавр мав досить велику голову, з довгими вигнутими зубами. Загалом це була потужна тварина з великою мускулатурою.

## Опис

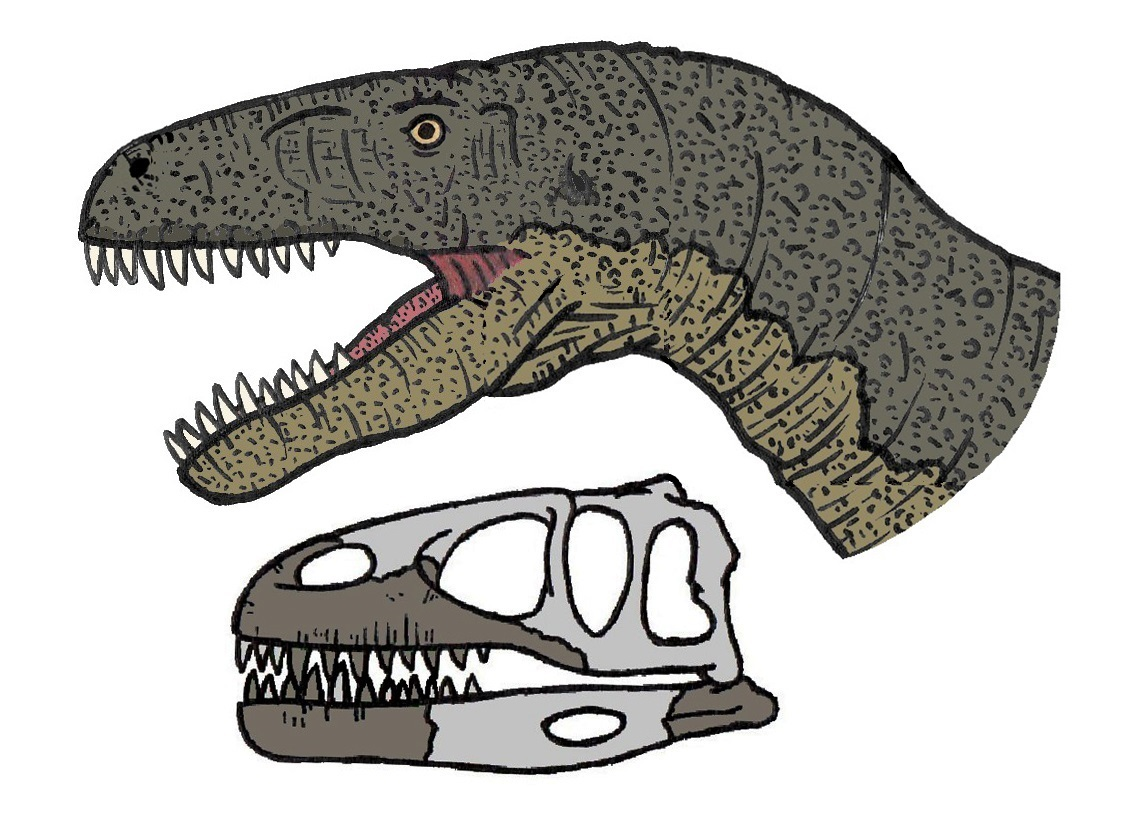
Череп і реконструкція голови мегалозавра

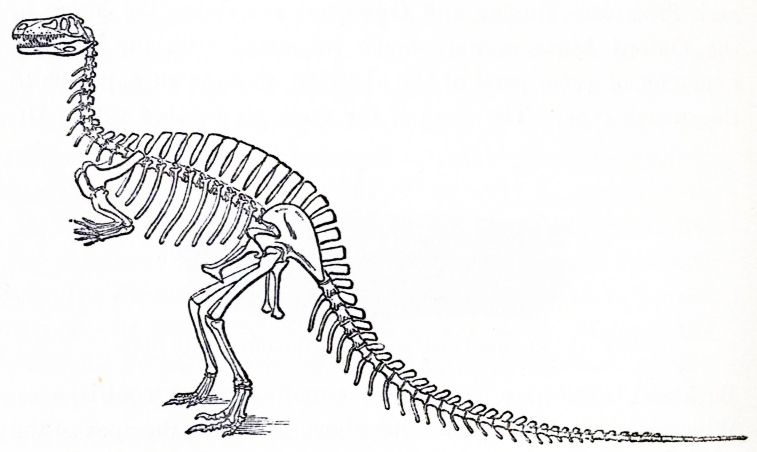
Ранні наукові уявлення про скелет мегалозавра

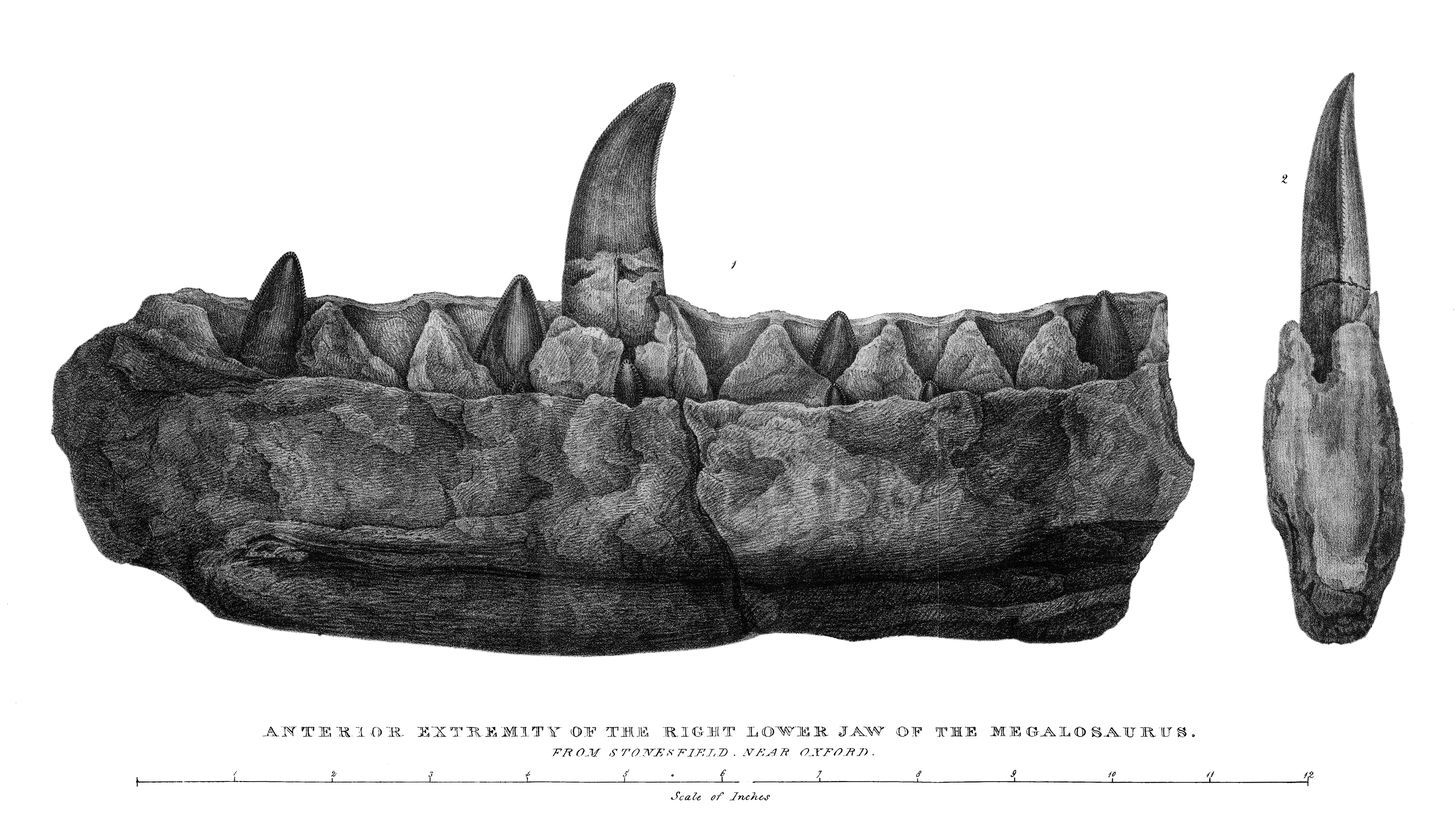
Щелепа мегалозавра; ілюстрація зі статті Бакленд 1824 року

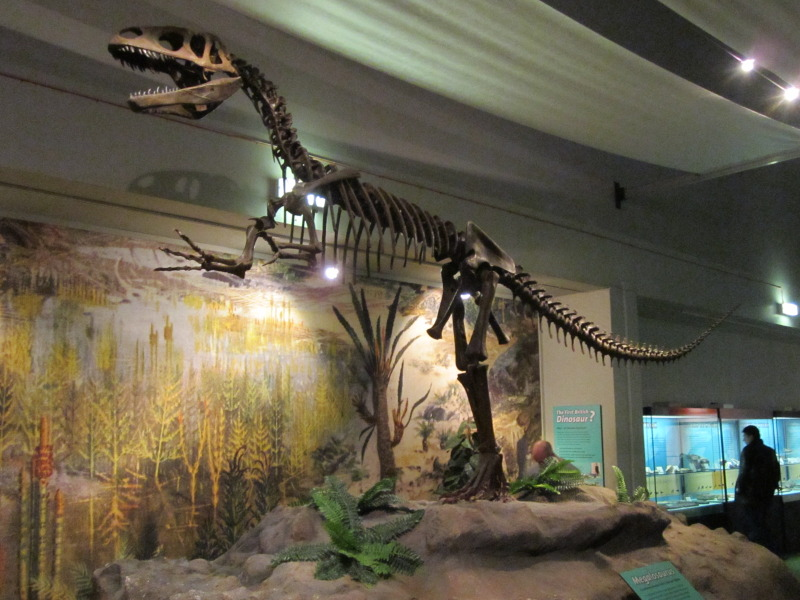
Реконструйований скелет мегалозавра (World Museum Liverpool)

### Розміри
З часу перших знахідок було виявлено багато інших кісток мегалозавра, проте жодного повного скелета досі не було знайдено. Тому неможливо з точністю відтворити деталі його зовнішнього вигляду. Однак повна остеологія всього знайденого матеріалу була опублікована у 2010 році Роджером Бенсоном.
Традиційно, більшість текстів, слідуючи оцінці Оуена 1841 року, вказують довжину тіла мегалозавра в дев'ять метрів. Відсутність зчленованого спинного хребцевого ряду ускладнює визначення точного розміру динозавра. У 2010 році Пол оцінив розмір мегалозавра в 6 метрів завдовжки та 700 кілограмів вагою. Однак того ж року Бенсон зауважив, що мегалозавр, хоч і був середнього розміру, все ж був одним з найбільших серед середньоюрських тероподів. Зразок BMNH 31806 — стегнова кістка довжиною 803 міліметри — вказує на вагу тіла 943 кілограми.

### Голова

#### Череп

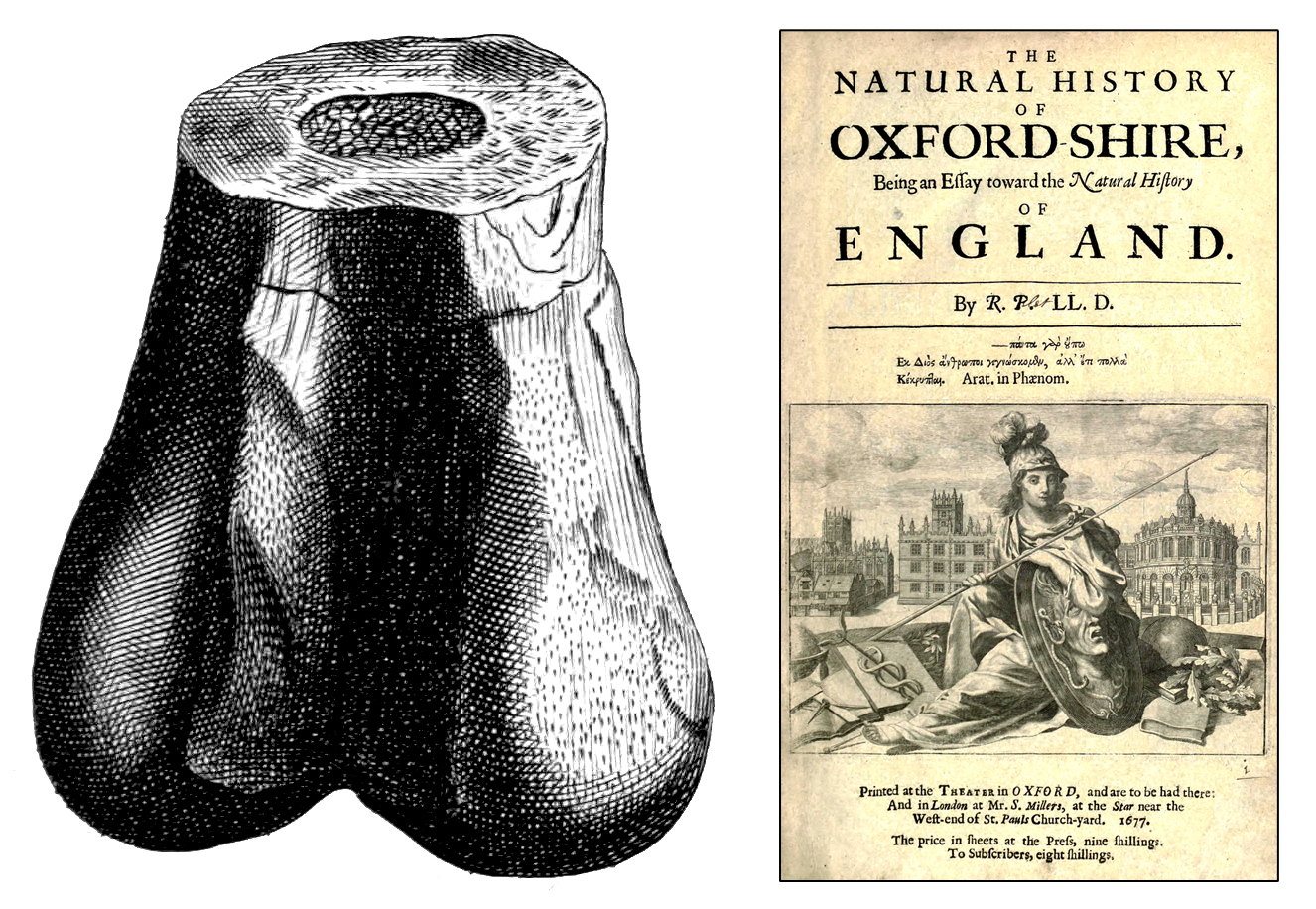
Кістки мегалозавра (ліворуч); з книги Роберта Плота «Природна історія Оксфордшира» (праворуч)

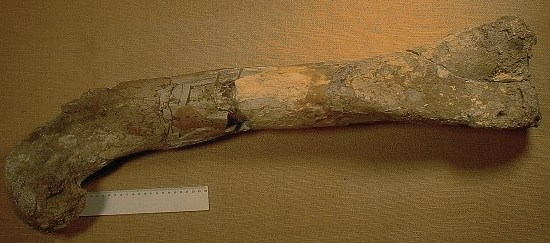
Стегнова кістка мегалозавра

Голова мегалозавра була невеликою щодо тіла; завдовжки череп був приблизно 1,125 м. Череп прямокутної форми з невеликим закругленим скатом у носовій частині. Очний отвір овальної форми. Цілком можливо, що всередині нього перебувало кільце з дрібних кісток (це характерно для багатьох тероподів і іхтіозаврів); у такому випадку зір у мегалозавра мав бути дуже хорошим. Перед очним отвором, ймовірно, був невеликий гребінець. У черепі знаходилися великі вікна, які суттєво полегшували його вагу. Проте укус був дуже потужним. Від черепа мегалозавра збереглися окремі шматки обох щелеп.

#### Зуби
До нашого часу дійшли лише деякі зуби, що знаходяться безпосередньо в щелепі. Зуб мегалозавра був досить довгим. Його гострий кінчик загинався назад, що давало ящеру можливість міцно утримати здобич у пащі. Зуб був широким і товстим, міцно сидів у яснах. Деякі зуби були круглими в поперечнику; вони менше загиналися і мали конусоподібну форму.

#### Скелет
До сих пір не було виявлено жодного повного скелета мегалозавра. Палеонтологами були знайдені лише розрізнені кістки, у тому числі щелепи, кілька хребців, тазові кістки й задню кінцівку. Наприкінці позаминулого століття мегалозавра уявляли прямоходячим ящером, і на основі нечисленних даних вчені реконструювали скелет динозавра як скелет рептилії, що ходить на двох ногах і спирається на товстий хвіст. Задні кінцівки мали по чотири пальці, три з яких були направлені вперед (на них мегалозавр спирався при ходьбі); один палець, спрямований назад, був скороченим. Структура шийних хребців дозволяє стверджувати, що шия ящерів була досить гнучкою. Передні кінцівки короткі.

#### Харчування
Основною здобиччю мегалозавра могли служити сарколести, лексовізаври та цетіозаври. Всупереч поширеній думці, полювати на ігуанодона, відкритого другим після мегалозавра, останній не міг, оскільки жив у інший час.
Інша версія — що він був некрофагом, підбирав «дари моря» і був мисливцем на морських тварин. Це показано в фільмі «Прогулянки з динозаврами», але там показаний родич мегалозавра.

## Історія вивчення

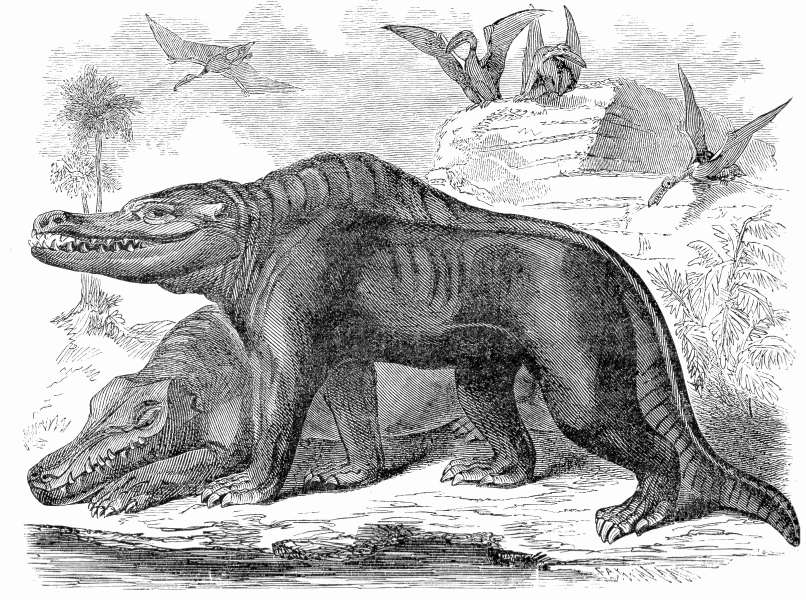
Мегалозавр, реконструкція середини XIX століття

Частина стегнової кістки мегалозавра була виявлена в 1677 році у вапнякової каменоломні біля Оксфорда (Велика Британія). Скам'янілість була передана професору Оксфордського університету Роберту Плоту (англ. Robert Plot; 1640—1696), який вніс її опис у свою книгу «Природна історія Оксфордшира» (1677). Він правильно впізнав стегнову кістку, проте, враховуючи її величезний розмір, не міг визначитися з видом тварини, якій належали залишки. Пізніше кістка стала причиною цікавого казусу. У 1763 році вона потрапила в руки Річарда Брукса (англ. Richard Brookes), який назвав тварину Scrotum humanum (лат. scrotum — «мошонка», humanum — «людська, що належить людині»), оскільки кістка нагадувала скам'янілу людську мошонку. У той час уже була створена біноміальна номенклатура, і ця назва теоретично має пріоритет перед Megalosaurus, проте вона була забута більш ніж на 50 років і втратила свій пріоритет. Тому перший відкритий динозавр не став називатися Scrotum sp. Шматок стегнової кістки, на жаль, було безповоротно втрачено.
Нові залишки були знайдені вже в 1815 році також поблизу Оксфорда. Їх купив британський палеонтолог Вільям Бакленд, однак він довгий час не міг визначити тварину, якій належать ці кістки. Лише через 3 роки Бакленд відвідав французького натураліста Жоржа Кюв'є, який припустив, що кістки належали ящероподобній тварині великих розмірів. У 1824 році Бакленд придбав ще кілька залишків і описав за ними новий рід Megalosaurus; у 1826 році Фердинанд Рітген (нім. Ferdinand Ritgen) дав тварині видову назву Megalosaurus conybeari, яка, однак, було незабаром забута. У наступному році палеонтолог Гідеон Мантелл дав йому збережену до наших днів назву Megalosaurus bucklandii. Термін «динозаври» був запропонований в 1842 році Річардом Оуеном.
У 1850-х роках мегалозавра уявляли великим чотириногим ящером, чимось середнім між крокодилом і ссавцем. Потім, коли були знайдені добре збережені залишки мегалозаврів, він був «поставлений на задні кінцівки». Деякий час до роду мегалозаврів відносили всіх європейських тероподів. З тих пір класифікація була не раз переглянута, проте даний факт може створювати труднощі при вивченні старої наукової літератури.

### Види
Наразі Megalosaurus вважається моноспецифічним родом. Історично, однак, до нього відносили численні види насправді належні до окремих і нерідко навіть не споріднених родів. До них належать Carcharodontosaurus saharicus, Dilophosaurus wetherilli, Duriavenator hesperis, Erectopus superbus, Magnosaurus nethercombensis, Majungasaurus crenatissimus, Proceratosaurus bradleyi, Valdoraptor oweni, Betasuchus bredai, Antrodemus valens, Ceratosaurus nasicornis, Deinodon horridus, Dryptosaurus aquilunguis (у якості підроду), Iliosuchus incognitus, Nuthetes destructor, Poekilopleuron bucklandii (як Megalosaurus poekilopleuron), Torvosaurus tanneri, Laelaps trihedrodon (має складну таксономічну історію, що включає віднесення до Dryptosaurus, Creosaurus і Megalosaurus; його типовий матеріал імовірно насправді належить до Allosaurus fragilis) а також декілька таксонів неоднозначної валідності — Becklespinax altispinax (до мегалозавра віднесений в якості M. dunkeri), Eustreptospondylus oxoniensis і Streptospondylus altdorfensis й nomia nuda M. cachuensis із середньої юри Китаю, імовірно, просто хибне написання M. dapukaensis (теж nomen nudum) та M. tibetensis. На додачу, в якості M. sp згадувався зразок Dakosaurus maximus, представника талатозухій.
Нижче наведено перелік видів мегалозавра з часом визнаних nomina dubia (згідно Carrano et al., 2012):
Zanclodon cambrensis Newton, 1899. Цей вид засновано на природній формі лівої зубної кістки з ретських покладів при Бридженді, Уельс. Деякими авторами вважався схожим на мегалозавра, проте зрештою його визнали відмінним від мегалозавра невизначеним архозавром.
Megalosaurus chubutensis del Corro, 1974. Засновано на одному зубі з сеноману провінції Чубут, Аргентина. Зуб доволі великий (8,5 см завдовжки), має досить дрібні зазубрини на задній кромці, й сягають вони до основи. Передня кромка відчутно загнута, тим часом як задня практично пряма. Загалом зуб морфологічно нагадує зуби абелізавридів але є значно більшим за інші відомі зразки.
Megalosaurus cloacinus Quenstedt, 1858. Один із геологічно найстарших видів віднесених до мегалозавра. Єдиний відомий зразок було знайдено в ретських-геттанзьких породах Баден-Вюртембергу, Німеччина. Фон Хюне (1932) відніс голотип Zanclodon cambrensis до M. cloacinus (в якості Gresslyosaurus (?) cloacinus) на основі подібності форми зубів. Голотип M. cloacinus, однак, має форму звичайну для тероподів, і є недіагностичним.
Megalosaurus dunkeri Dames, 1884. Засновано на ізольованому зубі з ранньої крейди Північного Рейну-Вестфалії, Німеччина. Лідеккер (1888) відніс до цього таксону численні зразки з ранньої крейди Великої Британії, нехай визнавав відсутність у деяких із них пропонованої діагностичної характеристики — незазубреної передньої кромки. 1890-го він відніс «більшість чи всі» зразки з Сассексу та острова Вайт до Megalosaurus oweni, щоправда не вказавши причини. Гюне (1923) вважав голотип Becklespinax altispinax належним до цього виду. Пізніше M. dunkeri було визнано заснованим на недіагностичному матеріалі.
Megalosaurus hungaricus Nopcsa, 1902. Зуб, на якому засновано цей вид, було знайдено в пізньокрейдових породах Румунії (що за тих часів належала до Австро-Угорщини). Довжина зуба складає 22 міліметра. Він характеризується незвичайною, потенційно автапоморфною особливістю зазубрин: окремі зубці розділено відстанню еквівалентною до проксимодистальної ширини однієї зазубрини. Нехай зуби M. hungaricus менш поперечно сплощені, ніж у M. pannoniensis, останнього часом розглядали як старший синонім M. hungaricus. В перегляді систематики тетанур 2012-го року цей вид розглядали як Theropoda indet., нехай відзначили можливість належності до Tyrannosauridae чи Dromaeosauridae.
Megalosaurus inexpectatus del Corro, 1966. Засновано на 5 великих зубах із альбу чи сеноману провінції Чубут, Аргентина. Принаймні 2 мають особливості характерні для тетанур, а голотип нагадує кархародонтозаврид.
Megalosaurus ingens Janensch, 1920. Типовий зразок — 15-сантиметровий зуб із титону Тендагуру, Танзанії. Численні інші зуби було віднесено до цього таксону, проте згодом його було визнано Tetanurae indet.
Megalosaurus insignis Eudes-Deslongchamps & Lennier в Lennier, 1870. Голотип було знайдено в кімериджських покладах у Франції. Він являє собою 8-сантиметровий, сплощений із боків, загнутий і з зазубреною задньою кромкою зуб із надламаною верхівкою. Пізніше його положення серед теропод було визнано невизначеним. До інших зразків належать фаланга і кіготь із тієї самої місцевості, обидва зрештою ідентифіковані як рештки завроподів. Зуби, хребці, кігті, ліктьову кістку й фрагментарну стегнову з кімериджу Португалії пізніше також було віднесено до цього виду, що було визнано безпідставним пізніше.
Megalosaurus lonzeensis Dollo, 1883. Засновано на фрагментарній кінцевій фаланзі з сантону Бельгії. Пізніше було відзначено подібність до відповідних елементів целурозаврів, фон Хюне навіть вважав його належним до Ornithomimidae, проте Carrano et al. (2012) вважали Coelurosauria indet. правильнішою ідентифікацією.
Megalosaurus lydekkeri Huene, 1926a. Зуб, згаданий Лідеккером (1888) як Zanclodon sp. b й пізніше сумнівно віднесений фон Гюне за різних років до Megalosaurus sp., «Zanclodon» (?) sp. і «Megalosaurus» (?) lydekkeri. Коронка сплощена з боків і легко загнута, обидві кромки майже цілком зазубрені, наявні неглибокі поздовжні жолобки. Останнє може вказувати на положення поза Tetanurae, оскільки цей зуб не має характерних особливостей зубів групи тетанур що теж мають такі заглиблення, спінозаврид.
Megalosaurus meriani Greppin, 1870. Зразок було видобуто поблизу Мутьє, кантон Берн, Швейцарія. Більшу частину матеріалу, віднесеного початково до мегалозавра через близьку асоціацію з зубом теропода, пізніше було визнано належним до завропода, 2020-го переописаного й названого Amanzia greppini. Зуб, що таким чином залишається єдиним елементом голотипа M. meriami, було визнано Ceratosauria indet.
Megalosaurus mersensis Lapparent, 1955. Засновано на 23 хребцях із батських покладів Марокко. Їхній стан не бездоганний, проте вони представляють значну частину шиї й спини а також частини тазу й хвоста. Відмінний від мегалозавра та більшості відомих мегалозавроїдів, цей зразок потенційно може належати до родини крокодиломорфів Teleosauridae.
Saurocephalus monasterii Münster, 1836. Вперше описано в 1836 як зуб Saurocephalus, риби групи Ichthyodectiformes. Знахідку було виділено в окремий вид, S. monasterii. Windolf (1997) переніс його до мегалозавра. Пізніше, однак, його було визнано Theropoda indet.
Aggiosaurus nicaeensis Ambayrac, 1913b. Фрагментарна нижня щелепа з верхнього оксфорду Монако стала голотипом нового виду крокодиломорфа Aggiosaurus, A. nicaeensis, пізніше перенесеного до мегалозавра. Зуби M. nicaeensis конічні та тільки злегка загнуті, й мають невеликі складки емалі; зуби наступної генерації присутні в порожніх коренях функціональних зубів. Таким чином, його було повернено до Metriorhynchidae, нехай як nomen dubium.
Megalosaurus obtusus Henry, 1876. Засновано на чотирьох фрагментарних зубах із рету Франш-Конте, Франція. Не дивлячись на посередню збереженість цих зубів, кромки й зазубрини легко розрізнити. Положення серед тероподів чи навіть архозаврів пізніше визнали нез‘ясованим.
Megalosaurus pannoniensis Seeley, 1881. Два зуби з маастрихту Австрії Сілі відніс до M. pannoniensis. Це, однак, був lapsus calami, крім того, фон Хюне (1926a) сумнівався на рахунок правдоподібності ідентифікації як виду мегалозавра, значною мірою через пізній геологічний вік M. pannoniensis. Положення серед тетанур було авторами пізніших праць визнано нез‘ясованим, нехай не виключали належності до дромеозаврид чи тиранозавроїдів.
Megalosaurus pombali Lapparent & Zbyszewski, 1957. Зуби, на яких було засновано цей вид, походять із келовею-оксфорду Португалії. Lapparent & Zbyszewski (1957) вказували на більший розмір і крупність у розрізі як на особливості відмінні від M. insignis. Тільки верхня третина передньої кромки має зазубрини. Зображений зуб було знайдено нічим не відмінним від інших зубів тероподів і визнано Theropoda indet. До цього виду також відносили 8 хребців, ідентичність яких може потребувати детальнішого визначення, не дивлячись на неможливість віднесення до M. pombali.
Massospondylus rawesi Lydekker, 1890b. Типовий зразок, що являє собою ізольований зуб, було знайдено в маастрихтських покладах Індії. Він загнутий, зазубрений і сплощений із боків. Вид відносили до Megalosaurus і Orthogoniosaurus, однак наразі розглядається як Theropoda indet., нехай має дрібні зазубрини й пропорції подібні до абелізаврид.
Megalosaurus schnaitheimii Bunzel, 1871. Засновано на зубах із пізньої юри Німеччини спершу описаних і проілюстрованих у Quenstedt (1852) як Megalosaurus sp. Потенційно могли належати Dakosaurus maximus.
Zanclodon silesiacus Jaekel, 1910. Зуб, на якому засновано вид походить із Верхньої Сілезії. Віднесено до мегалозавра Kuhn (1965). Форма (загнутий, зазубрений) типова для теропод, нехай не виключають належність до «Rauisuchia».
Megalosaurus terquemi Gervais, 1859. Засновано на зубах із геттанзьких порід Геттінгену поблизу Мозель, Німеччина. Фон Хюне вважав їх достатньо незвичайними для того щоб згадувати їх як «Megalosaurus» (gen. 2) terquemi чи Megalosauridorum gen. indet. terquemi, вказуючи на їхню бутність довшими, гострішими й сплощенішими з боків за зуби Plateosaurus. Buffetaut et al. (1991b) вважали ці зуби належними до фітозаврів. Оскільки ці зуби зберігалися в Muséum du Caen, припускається що їх було знищено за Другої Світової. Розглядаються як Archosauria indet.
Зрештою, впродовж тривалого часу до мегалозавра відносили численні сліди не надаючи для цього чіткого анатомічного обґрунтування. Ці сліди пропонували натомість розглядати як Theropoda indet.